# Рамос, Эрик
Эрик Фабиан Рамос (исп. Eric Fabián Ramos; 12 мая 1987, Карапегуа, Парагвай) — парагвайский футболист, полузащитник клуба «Индепендьенте».

## Клубная карьера
Эрик Рамос родился в Карапегуа. Он уже успел сыграть за команды «12 октября», «3 февраля» и «Рубио Нью». В 2012 году Рамос подписал контракт с «Нефтчи».

## Сборная Парагвая
Рамос дебютировал за сборную Парагвая в 2012 году.

## Достижения
- Чемпион Азербайджана: 2012/13
- Обладатель Кубка Азербайджана: 2012/13